# ربوة الحضارم
ربوة الحضارم هي مقبرة تأسست قبل ما لا يقل عن مئة عام في مكة المكرمة، تحديداً في منى وتلقب بأم المقابر. ولا تزال المقبرة قيد الاستعمال لليوم، ولا يدفن في هذه المقبرة إلا من توفي في عبادة الحج بالمشاعر المقدسة فقط.

## التاريخ
تاريخ هذه المقبرة يبدأ حين هاجر رجال من حضرموت إلى مكة المكرمة لخدمة الحجاج واستقروا بمنطقة منى، فأصابهم في أربعينيات القرن الماضي وباء ويُقال أنه طاعون فكانوا يدفنون الميت في مكانه إلى أن توفوا جميعهم فأصبحت تسمى مقبرة ربوة الحضارم تيمنًا بالحضارم الذين سكنوا فيها وخدموا حجاج بيت الله المقدس، وتجمع منها عظام الموتى كل خمسة سنوات لتوفير مساحة للموتى الآخرين.